# Józef Krupiński
Józef Krupiński [juzef krupiňski] (24. září 1930, Skarbanowo – 1. září 1998, Orzesze) byl polský básník.
Od roku 1969 publikoval svá díla v literárních periodikách jako např. Akant, Poezja, Miesięcznik Literacki nebo Życie Literackie.

## Díla
- Kwiaty kujawskie (1981)
- Marsz żałobny (1985)
- Tratwa Świętej Barbary (1986)
- Mój pogrzeb pierwszy (1987)
- Z pokładów serca (1992)